# Награда „Запис”
Наградa "Запис" је награда коју додељује Библиотекарско друштво Србије за дугогодишњи рад и унапређење библиотечко-информационе делатности.

## О награди
Ова награда се додељује од 2006. године, заједно са Наградом Стојан Новаковић и Наградом Најбољи библиотекар. Награда Запис се додељује поводом Дана библиотекара Србије, 14. децембра.

## Правилник о додели НаградеЗапис
Да би пријављени кандидати могли да учествују у конкурсу морају следити одређена правила конкурсa, а која их одређује Скупштина Библиотекарског друштва Србије. Правилник о додели Награде наводи следеће: